# Nicolaus Schwebel
Nicolaus Schwebel (auch Nikolaus; * 19. August 1713 in Nürnberg; † 7. Dezember 1773 in Ansbach) war ein deutscher Klassischer Philologe, Dichter und Pädagoge.

## Leben
Schwebel war Sohn eines wohlhabenden Nürnberger Müllers. Er besuchte die Lateinschule von St. Lorenz sowie anschließend das Nürnberger Gymnasium. Außerdem war er Chorknabe bei der Nürnberger Frauenkirche. 1732 ging er zum Studium an die Universität Altdorf und von dort 1735 an die Universitäten in Leipzig, Wittenberg, Halle und Jena. Nach der Rückkehr 1737 bekam er an der Altdorfer Universität den Magistergrad verliehen. 1738 war er als Hofmeister bei der Bankiersfamilie von Falcken in Wien angestellt. 1740 kam er wieder an die Universität Altdorf zurück, erlangte die Venia legendi und wurde Alumneninspector. Später wird er regelmäßig mit Doktorgrad geführt; wann er diesen erwarb, ist unbekannt.
Schwebel stellte man 1743 am Nürnberger Gymnasium als Rektor an. 1750 erhielt er außerdem die Professur für griechische Sprache. Er soll die Anstalt weiterentwickelt haben. Rufe unter anderem aus Göttingen und Regensburg lehnte er ab. 1764 nahm er den Ruf als Rektor und Professor an das Gymnasium illustre Carolinum in Ansbach an. Er war unter anderem für seine Klassikerausgaben bekannt. Bis heute sind diese in der Historischen Bibliothek des Ansbacher Gymnasiums eingestellt.
Schwebel war seit 1762 Mitglied der Bayerischen Akademie der Wissenschaften. Am 29. September 1772 wurde er mit dem Beinamen Isokrates zum Mitglied (Matrikel-Nr. 770) der Leopoldina gewählt.

## Werke (Auswahl)
Schwebel hat diverse Gedichte in deutscher und lateinischer Sprache verfasst.
- Biōnos kai Moschu Eidyllia, Venedig 1746 (Digitalisat).
- Onosandri Strategicus, Nürnberg 1762 (Digitalisat).
- Etrurische Alterthümer… Jetzo aber ... versehen, und als ein Supplement zu dem montfoconianischen Werk ausgefertiget durch Nicolaus Schwebel, Nürnberg 1770.
- Flavius Vegetius Renatus: Vegetii de re militari Nürnberg 1771=Straßburg 1806 (Digitalisat).